# Animal Charity Evaluators
Animal Charity Evaluators (ACE), traducido al español Evaluadores de organizaciones benéficas para animales, anteriormente conocida como Effective Animal Activism (EAA), es una organización sin ánimo de lucro dedicada a encontrar y promover las formas más eficaces de ayudar a los animales siguiendo las bases del altruismo eficaz.
Fundada en 2012 y con sede en los Estados Unidos, la ACE realiza investigaciones con el fin de orientar a las organizaciones sin ánimo de lucro y a los miembros del movimiento de defensa de los animales, sobre la eficacia relativa de las diferentes intervenciones y ofrece a los donantes las principales recomendaciones de las organizaciones sin ánimo de lucro. 
La ACE también ofrece sugerencias sobre carreras y voluntariado, así como asesoramiento a las organizaciones benéficas existentes sobre cómo convertirse en defensores de los animales más eficaces. Entre los miembros notables de la junta se encuentran los filósofos de los derechos de los animales Peter Singer y Jeff Sebo.